# IC 5377
IC 5377 — галактика типу Irr   B у сузір'ї Пегас.
Цей об'єкт міститься в оригінальній редакції індексного каталогу.